# Pismo ahom
Pismo ahom – alfabet sylabiczny wywodzący się z pisma brahmi, używany w przeszłości do zapisywania języka ahom na terenie dawnego królestwa Ahom (dzisiejszy Asam).